# Acronicta meridionalis
Acronicta meridionalis är en fjärilsart som beskrevs av Franz Dannehl 1925. Acronicta meridionalis ingår i släktet Acronicta och familjen nattflyn. Inga underarter finns listade i Catalogue of Life.